# Erstatning (substitut)
 For alternative betydninger, se Erstatning (flertydig). (Se også artikler, som begynder med Erstatning)
Erstatning kan være en udskiftningsdel for en defekt eller slidt komponent, men betyder især et produkt, der træder i stedet for noget andet, et surrogat.
Eksempler på tingslig erstatning er: kaffeerstatning (fx Rich's eller Danmarks), mælkeerstatning (fx sojamælk) og anden substitution.
Inden for jura er erstatning en økonomisk kompensation. Se: Erstatning.